# Иванов, Евгений Михайлович (генерал)
Евгений Михайлович Иванов (15 апреля 1908 — 19 мая 1996) — советский военный врач, генерал-майор медицинской службы, участник советско-финской и Великой Отечественной войн.

## Биография
Евгений Михайлович Иванов родился 15 апреля 1908 года в городе Ельце (ныне — Липецкая область). В 1930 году был призван на службу в Военно-морской флот СССР. В том же году окончил Школу строевых старшин, после чего служил младшим боцманом в Балтийском флотском экипаже. В 1939 году окончил Военно-медицинскую академию и был назначен начальником санитарной части 21-го отдельного дивизиона Западного укреплённого района. Участвовал в советско-финской войне. После её окончания служил врачом-эпидемиологом, коммунальным врачом на Балтийском флоте. Здесь его застало начало Великой Отечественной войны.
В июне 1941 года Иванов был назначен начальником санитарно-эпидемиологической лаборатории Кронштадтской военно-морской базы. В сентябре 1941 года возглавил отдел боевой подготовки медико-санитарного отдела Балтийского флота. В тяжелейших условиях блокады Ленинграда сумел организовать подготовку медицинских кадров для флотских подразделений при госпиталях, в гражданских медицинских учебных заведениях, на специальных курсах. Лично составлял программы подготовки военных медиков. Принимал активное участие в разработке планов обеспечения боевых операций, не раз сам выезжал в районы интенсивных боевых действий, лично руководя низовыми санитарными службами.
После окончания войны продолжал службу в Военно-морском флоте СССР. Преподавал организацию и тактику медицинской службы на военно-морском факультете при 1-м Ленинградском государственном медицинском институте, затем возглавлял медико-санитарное отделение, медико-санитарный отдел Кронштадтской военно-морской крепости. В 1951—1956 годах был начальником медицинской службы 8-го Военно-морского флота. В октябре 1956 года был переведён в центральный аппарат ВМФ СССР, был начальником медицинского отдела ВМФ СССР, заместителем начальника Главного военно-медицинского управления по Военно-морскому флоту.
В 1958—1976 годах возглавлял медицинскую службу Военно-морского флота СССР. Внёс огромный вклад в развитие военно-морской медицины на флотах, внедрение в кораблестроительную практику новых требований к обитаемости кораблей, улучшению дела наблюдения за условиями труда и профилактического отдыха военных моряков. Активно внедрял в советском ВМФ специализированные медицинские суда — плавучие госпитали и санитарные катера. При нём была проведена большая работа по организацию санитарного надзора на флоте и судостроительных предприятиях, велась большая научно-исследовательская работа с внедрением новейших достижений военной медицины. Опубликовал в общей сложности более 60 научных работ.
В январе 1976 года вышел в отставку. Проживал в Москве. Умер 19 мая 1996 года, похоронен на Троекуровском кладбище Москвы.

## Награды
- Орден Ленина (1956);
- Орден Красного Знамени (1950);
- 2 ордена Отечественной войны 1-й степени (29 мая 1945 года, 6 апреля 1985 года);
- Орден Отечественной войны 2-й степени (16 марта 1943 года);
- 3 ордена Красной Звезды (30 апреля 1945 года, 1966, 1972);
- Орден «За службу Родине в Вооружённых Силах СССР» 3-й степени;
- Орден «Знак Почёта» (1970);
- Медаль «За оборону Ленинграда» и другие медали.
- Именное оружие;
- Государственная премия СССР (1972);
- Заслуженный врач РСФСР (1966).